# Mikalaï Statkiévitch
Mikalaï Viktaravitch Statkiévitch (en biélorusse : Мікалай Віктаравіч Статкевіч ; en russe : Николай Викторович Статкевич, Nikolaï Viktorovitch Statkévitch), né le 12 août 1956 à Sloutsk (RSS de Biélorussie), est un homme politique biélorusse, président du Parti social-démocrate du Bélarus et figure de l'opposition démocratique au président Loukachenko.

## Biographie
Diplômé d'une école militaire d'ingénieurs à Minsk, il sert dans l'armée soviétique en Arctique. Au début des années 1990, il est l'un des leaders d'une association d'officiers biélorusses favorables à l'indépendance de la Biélorussie. En 1991, il quitte le Parti communiste soviétique pour protester contre l'intervention de l'armée soviétique en Lituanie.
Il adhère au parti social-démocrate de Biélorussie et en devient le président en 1995. En 2005, il est condamné à trois ans de travaux forcés pour avoir organisé des manifestations contre le référendum de 2004 autorisant le président Alexandre Loukachenko à se présenter indéfiniment à sa propre réélection. Considéré comme un prisonnier d'opinion par Amnesty International, il est libéré en 2007 à la faveur d'une amnistie.
En 2010, il est l'un des nombreux candidats d'opposition à l'élection présidentielle. Il recueille 67 583 voix, soit 1,05 % des suffrages. À la suite de la réélection controversée de Loukachenko, il organise une manifestation de protestation et est arrêté. Accusé d'« organisation de troubles massifs à l'ordre public », il est condamné en 2011 à une peine de six ans de prison dans un camp de travail. Contrairement à certains autres leaders d'opposition, il refuse de demander pardon à Loukachenko. En août 2015, à deux mois de l'élection présidentielle d'octobre, il est gracié par Loukachenko avec cinq autres prisonniers politiques, mais ne peut être candidat.
Il est à la tête du mouvement de protestation qui se déclenche en février 2017 contre la « taxe sur les parasites » et se prolonge tout au long de l'année. Il est arrêté en mars, en septembre puis à nouveau en mars 2018, à l'issue de la célébration de la Journée de la liberté.